# Anthophora porphyrea
Anthophora porphyrea är en biart som beskrevs av Westrich 1993. Anthophora porphyrea ingår i släktet pälsbin, och familjen långtungebin. Inga underarter finns listade i Catalogue of Life.